# 中央區 (阿姆拉什縣)
阿姆拉什縣中央区（波斯語：‎），是伊朗吉兰省阿姆拉什县的区。2006年人口普查顯示中央區人口为29,716人，分布在8,603个家庭。该区設有阿姆拉什市，另設有兩個鄉，包括南阿姆拉什鄉和北阿姆拉什鄉。